# Cova de les Tutes
La cova de les Tutes, o balma de les Tutes, és una cova situada a la vall del torrent de les Tutes, al municipi de Granera, al Moianès, en terres de la masia de l'Agulló. És a una gran balma oberta que hi ha al costat de llevant d'aquest torrent, sota el camí del Marcet, al nord de la carena del Marcet i de la baga del Marcet i al sud-oest del serrat del Calbó. Té un recorregut de 73 m i un desnivell de 4 m. La boca d'entrada es troba a 690 m d'alçada.
Segons la Carta Arqueològica: Vallès Oriental, realitzada l'any 1984 pel Servei d'Arqueologia de la Generalitat de Catalunya, s'hi va fer una excavació i hi aparegueren restes de material però no permeteren establir una cronologia prou precisa.
Està inventariat com a element de patrimoni natural al Mapa de Patrimoni Cultural de la Diputació de Barcelona, tot i que no té cap protecció legal.

## Toponímia
El nom de la cova prové d'una antiga casa propera anomenada "Les Tutes", la qual està completament desapareguda i no en queda cap vestigi i que es trobava on avui hi ha un alzinar.

## Descripció

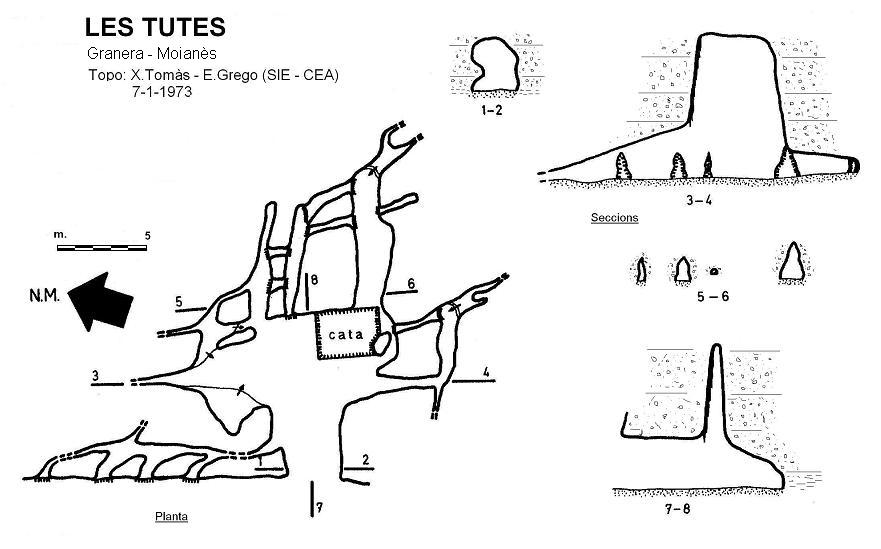
Mapa topogràfic de la cova de les Tutes fet per la Secció d'Investigacions Espeleològiques del Centre Excursionista Àliga el 1973

Es tracta d'una antiga surgència múltiple fossilitzada i excavada sobre diàclasis que discorren de nord-nord-est a sud-sud-oest i que creuen un paquet de conglomerats de l'Eocè (55,8 ± 0,2 milions d'anys a 33,9 ± 0,1 milions d'anys) que s'assenten sobre els gresos del mateix període.
La boca principal dona accés a un ampli vestíbul d'on surt un complicat reticle de petites galeries sensiblement ortogonals que configuren la cavitat. A pocs metres de la boca, en direcció nord, es troben una sèrie d'entrades intercomunicades que formen un altre reticle, molt més petit i que si comuniquen amb la cavitat principal ho fan per punts impracticables.

## Història
La cova es coneix des de temps immemorial per la gent de la contrada. La primera visita espeleològica documentada va ser feta pel Grup d'Exploracions Subterrànies del Club Muntanyenc Barcelonès l'agost del 1957. El gener del 1973 membres de la Secció d'Investigacions Espeleològiques del Centre Excursionista Àliga, de Barcelona, van fer la primera topografia i estudi de la cavitat.